# I salici ciechi e la donna addormentata
I salici ciechi e la donna addormentata (めくらやなぎと眠る女?, Mekurayanagi to nemuru onna) è una raccolta di racconti dello scrittore giapponese Haruki Murakami, composta da 24 testi scritti tra il 1980 e il 2005.
In Giappone i racconti sono apparsi in diverse pubblicazioni, mentre la compilazione dell'antologia apparsa in lingua inglese nel 2006 è stata fatta con una selezione di racconti operata dall'autore stesso.

## Racconti
I salici ciechi e la donna addormentata
- めくらやなぎと、眠る女 (Mekurayanagi to, nemuru onna, 1995)

Uno studente universitario, tornato nella città d'origine per un funerale, accompagna il cuginetto a una visita medica per un principio di sordità. Nella sala d'attesa ricorda quando, da ragazzino, si era recato insieme a un amico a trovare la ragazza di quest'ultimo, ricoverata in clinica per un'operazione a lunga degenza. La ragazza gli aveva raccontato una storia inventata da lei, a proposito di insetti che trasportavano il polline di salici ciechi nell'orecchio di una ragazza addormentata, e da lì penetrano nel cervello per divorarla dall'interno.
Del racconto era già apparsa una versione leggermente differente nel 1983, senza la virgola nel titolo: Mekurayanagi to nemuru onna, letteralmente Salici ciechi (e) donna addormentata. Nella versione giapponese dell'antologia, la virgola compare nel titolo del racconto ma non in quella del libro.
Birthday Girl
- バースデイ・ガール (Bāsudei gāru, 2002)

La giovane commessa di un ristorante italiano a Tōkyō non trova una collega che la sostituisca il giorno del suo ventesimo compleanno. Proprio quella sera il direttore si sente male e viene accompagnato all'ospedale, quindi tocca a lei portare la cena al misterioso proprietario del ristorante, che vive in una suite ai piani alti, e che nessun altro ha mai visto. L'uomo la fa entrare in camera e, scoperto che è il suo compleanno, le dice di esprimere un desiderio che lui esaudirà come regalo, ma di pensarci bene perché non potrà più tornare indietro.
L'autore scrisse questo racconto espressamente per una antologia di storie intitolata バースデイ・ストーリーズ (Bāsudei sutōrīzu, Storie di compleanni), che comprende autori anglofoni di tutto il mondo tradotti in giapponese da Murakami. 
La tragedia nella miniera di carbone di New York
- ニューヨーク炭鉱の悲劇 (Nyū Yōku tankō no higeki, 1990)

Il protagonista chiede spesso in prestito a un amico un vestito nero per partecipare ai funerali; in un solo anno muoiono cinque suoi conoscenti in giovane età. Un giorno a una festa gli viene presentata una donna che sostiene di avere ucciso un uomo il quale somigliava a lui come una goccia d'acqua.
Il racconto è apparso in origine su rivista, in una versione leggermente più lunga. 
L'aeroplano – o come lui parlasse da solo con l'aria di recitare una poesia
- 飛行機―あるいは彼はいかにして詩を読むようにひとりごとを言ったか (Hikōki – Arui wa kare wa ika ni shite shi o yomu yō ni hitorigoto o itta ka, 1987)

Un ragazzo di venti anni ha una relazione sessuale con una donna che ha sette anni più di lui, sposata e con una figlia; il marito è spesso via per lavoro.
Anche in questo caso il racconto, nella sua prima versione, è apparso su rivista; è stato poi revisionato dall'autore prima della pubblicazione in volume.
Lo specchio
- 鏡 (Kagami, 1983)

Un giovane ai tempi della contestazione del sistema, negli anni Sessanta, invece di continuare a studiare decide di sbarcare il lunario con lavoretti occasionali; mentre lavora come custode notturno in una scuola, subisce il più grande spavento della sua vita.
Il folclore dei nostri tempi, preistoria del capitalismo avanzato
- 我らの時代のフォークロア―高度資本主義前史 (Warera no jidai no fōkuroa: kōdo shihonshugi zenshi, 1989)

Preistoria del capitalismo avanzato è la definizione che Murakami dà degli anni della contestazione, ai quali lui ha partecipato dal momento che è nato nel 1949. In questo racconto autobiografico ricorda un episodio della propria vita: si trovava in viaggio in Italia quando a Lucca incontrò, nel medesimo albergo, un ex compagno di classe: ai tempi il ragazzo era il primo della classe e usciva con Yoshiko, una ragazza brava in ogni materia, si amavano profondamente ma lei non era intenzionata a perdere la verginità prima del matrimonio, né a sposarsi con lui. Si lasciarono, Yoshiko sposò un altro e una sera, dopo anni che non si vedevano, si fece viva perché gli aveva promesso che un giorno avrebbe fatto l'amore con lui.
La storia dell'ex compagno di scuola e di Yoshiko è per Murakami una metafora della storia di un'intera generazione:
(Murakami Haruki)
Coltello da caccia
- ハンティング・ナイフ (Hantingu naifu, 1984)

Un uomo è in vacanza insieme alla moglie in un hotel al mare dove sono ospitati anche un signore di trent'anni, immobilizzato sulla sedia a rotelle, e sua madre. I due sono davvero poco loquaci, però una notte il protagonista si alza perché non riesce a dormire e ha una lunga conversazione con l'invalido.
La giornata giusta per vedere i canguri
- カンガルー日和 (Kangarū biyori, 1981)

Una giovane coppia legge sul giornale che allo zoo è nato un canguro, ma prima che riescano a andare a vederlo è passato un mese. La ragazza è delusa che il piccolo non stia più nel marsupio della madre.
Il tuffetto
- かいつぶり (Kaitsuburi, 1981)

Il primo giorno di lavoro un uomo si reca a prendere servizio, ma il guardiano dell'edificio non vuole lasciarlo entrare perché non conosce la parola d'ordine; deve perciò cercare di farlo ammorbidire in modo che gli fornisca qualche indizio.
I gatti antropofagi
- 人喰い猫 (Hito-kui neko, 1991)

Un uomo e una donna, entrambi sposati, si conoscono per lavoro e si innamorano. Iniziano una relazione extraconiugale, e quando vengono scoperti pensano di non aver nulla da perdere a cambiare completamente vita. Mettono insieme tutti i loro soldi e vanno in Grecia con l'intenzione di non tornare più in Giappone. Un giorno su un quotidiano leggono la notizia di una donna morta in casa e divorata dai suoi gatti rimasti imprigionati senza nulla da mangiare.
Storia di una zia povera
- 貧乏な叔母さんの話 (Binbō na obasan no hanashi, 1980)

La zia povera è per Murakami la metafora di qualcosa di cui ci si vergogna e che si vorrebbe nascondere; il protagonista è un giovane che dopo aver confessato a una ragazza la propria intenzione di scrivere qualcosa su una zia povera, una donna trascurata da tutti perché tutti si vergognano di lei, scopre di avere qualcosa attaccato sulla schiena. Ognuno ci vede qualcosa di diverso: l'immagine di un cane morto per incuria, oppure davvero una zia povera. Il giovane viene intervistato da un cinico conduttore TV interessato solo a quanto di sensazionale c'è nella sua storia, finché un giorno, così com'è arrivata, la zia povera scompare dalla sua schiena.
Nausea 1979
- 嘔吐1979 (Ōto 1979, 1984)

Un amico racconta all'autore che da giovane ha sofferto di 40 giorni di nausea, dal 4 giugno al 14 luglio 1979. Vomitava più volte al giorno quasi tutto il cibo, e inoltre tutti i giorni riceveva una telefonata da uno sconosciuto che diceva semplicemente il suo nome e riattaccava. Anche se dormiva fuori casa, in albergo o da amici, la telefonata lo raggiungeva inesorabilmente. Le nausee e le telefonate finirono poi contemporaneamente, senza alcun preavviso.
Il settimo uomo
- 七番目の男 (Nanabanme no otoko, 1996)

Un uomo racconta un episodio risalente a quaranta anni fa, quando ne aveva dieci: un'onda gigantesca trascinò in mare il suo amico di giochi, che non fu mai più ritrovato. Da quel giorno l'uomo soffre di incubi terribili e ha dovuto allontanarsi dalla città in cui viveva, allontanarsi dal mare, perché l'onda ha portato via anche una parte molto importante di lui.
Nell'anno degli spaghetti
- スパゲティーの年に (Supagetī no toshi ni, 1981)

Gli spaghetti diventano per il protagonista di questo breve racconto un simbolo della solitudine. Chiuso in casa senza frequentare nessuno, acquista un libro di ricette e per un intero anno, il 1971, cucina spaghetti in tutti i modi possibili.
Tony Takitani
- トニー滝谷 (Tonī Takitani, 1990)

Takitani Tony è nato subito dopo la guerra, ma non è figlio di un militare delle forze d'occupazione: suo padre è un musicista jazz che è rimasto a Shanghai per tutto il periodo delle ostilità; tornato in patria ha sposato una cugina che è morta tre giorni dopo il parto. Tony cresce pressoché da solo perché il padre è continuamente in tournée. Malgrado questo cresce di sani principi, gran lavoratore, accumula un buon patrimonio. A 37 anni conosce una ragazza di 15 anni più giovane, per lui è un colpo di fulmine, si sposano. Lei è una maniaca dell'abbigliamento, durante il viaggio di nozze a Milano e Parigi passa il tempo tra una boutique e l'altra. Quando muore in un incidente automobilistico, lascia al marito una stanza intera piena di vestiti e scarpe.
Tony assume una segretaria a patto che indossi ogni giorno un diverso vestito della moglie, ma si pente subito e vende tutto a un rigattiere per una cifra molto inferiore al suo valore. Due anni più tardi muore anche suo padre, lasciandogli una collezione di preziosi vinili di jazz.
Nel 2004 il regista Ichikawa Jun ha tratto dal racconto il film omonimo. 
Splendore e decadenza delle ciambelle a cono
- とんがり焼の盛衰 (Tongari-yaki no seisui , 1983)

Il protagonista legge su un giornale di una conferenza sulle ciambelle a cono, un dolce che non ha mai sentito nominare; vi si reca e scopre che tutti i partecipanti le ritengono famosissime. Decide di partecipare al concorso della fabbrica produttrice per rinnovare l'immagine delle ciambelle a cono nel gusto dei giovani. Presenta la sua ricetta e viene convocato, ma dovrà essere sottoposto al giudizio dei Corvi delle Ciambelle a Cono, enormi uccelli obesi che si nutrono solo del dolce originale: se mangeranno anche le sue, vincerà il concorso.
L'uomo di ghiaccio
- 氷男 (Kōri otoko, 1991)

La protagonista incontra in una stazione sciistica quello che tutti chiamano l'uomo di ghiaccio, e malgrado le opinioni contrarie dei genitori se ne innamora. I due si sposano, anche se il carattere dell'uomo è effettivamente glaciale. I nodi della coppia giungono al pettine quando lei, che si annoia tutto il giorno inattiva a casa, ottiene di andare a fare un viaggio insieme. Incautamente, sceglie come meta il Polo Sud.
Granchi
- 蟹 (Kani, 2003)

Una coppia di giovani giapponesi in vacanza a Singapore entra per caso in un ristorante frequentato da gente del posto, specializzato in granchi. I due si troveranno così bene che torneranno ogni sera fino alla fine della vacanza, ma questo cambierà definitivamente la loro vita.
Il racconto è stato estratto da un testo più lungo pubblicato nel 1984,  野球場 (Kani, Il campo da baseball)
La lucciola
- 螢 (Hotaru, 1983)

Un ragazzo e una ragazza di 19 anni si rincontrano all'università e cominciano a frequentarsi. Si erano già conosciuti anni prima, lei era la ragazza del miglior amico di lui, morto suicida a 17 anni. Anche adesso i due non sanno cosa dirsi, e fanno lunghe passeggiate in città; ma in questo modo il ragazzo sente nascere un sentimento, e il bisogno di rivelarlo per lettera alla ragazza.
L'idea di base del racconto (l'amico suicida e l'incontro con la sua ex ragazza all'università nella capitale) sarebbe poi stata ripresa dall'autore nel suo romanzo più famoso, Norwegian Wood/Tokyo Blues.
Percorsi del caso
- 偶然の旅人 (Gūzen no tabibito, 2005)

Un accordatore di pianoforti omosessuale incontra in un caffè una donna che sta leggendo il suo stesso libro, Casa desolata di Charles Dickens. I due si rivedono, oltre a leggere parlano a lungo, lui non le rivela le proprie preferenze sessuali finché non capisce che lei si è invaghita. Costretto a riflettere, e si rimette in contatto con la sorella che non vede da tempo, scoprendo che anche lei stava meditando di telefonargli per rivelargli una cosa estremamente importante.
Hanalei Bay
- ハナレイ・ベイ (Hanarei Bei, 2005)

Sachi, pianista di jazz vedova, perde il suo unico figlio Takashi all'età di 19 anni: mentre pratica surf in vacanza nella baia di Hanalei nelle isole Hawaii viene attaccato da uno squalo che gli amputa una gamba. Sachi arriva in volo per riconoscere il corpo, e invece di ripartire subito con le ceneri si ferma qualche settimana. Da allora, ogni anno Sachi viene per tre settimane alla baia di Hanalei, finché durante una delle sue visite due giovani e imbranati surfisti giapponesi le confessano di vedere un surfista fantasma, un giapponese con una gamba sola.
In un posto dove potrei trovarlo
- どこであれそれが見つかりそうな場所で (Doko de are sore ga mitsukarisō na basho de, 2005)

Un investigatore che cerca persone scomparse viene contattato da una bella donna perché suo marito sembra svanito nel nulla mentre si spostava fra il 24º e il 26º piano del grattacielo in cui abitano. L'investigatore percorre più volte e per giorni le scale a piedi, incontrando diversi inquilini, finché lo scomparso salta fuori da un'altra parte della città, e senza memoria. Questo non impedisce che le ricerche continuino.
La pietra a forma di rene che si spostava ogni giorno
- 日々移動する腎臓のかたちをした石 (Hibi idō suru jinzō no katachi o shita ishi, 2005)

Il giovane Junpei, scrittore esordiente di 31 anni, vive nell'attesa della donna della sua vita; un giorno durante un ricevimento conosce Kirie, 36 anni, bella e misteriosa. I due hanno una intensa relazione, lei non vuole rivelare cosa faccia nella vita. Junpei le anticipa il racconto che sta scrivendo: una dottoressa trova una pietra a forma di rene sul greto di un fiume e la prende per usarla come fermacarte. Ogni mattina, tornando in ufficio, scopre che la pietra si è inspiegabilmente spostata dalla sua scrivania a un punto qualsiasi della stanza.
Kirie scompare all'improvviso, Junpei non ha un recapito per rintracciarla. Dopo molti mesi la vede in televisione e viene a sapere che lavoro fa nella vita. Poco dopo termina di scrivere il suo racconto.
La scimmia di Shinagawa
- 品川猿 (Shinagawa saru, 2005)

La giovane impiegata di una concessionaria di auto, Ozawa Mizuki, si rende conto che sempre più di frequente dimentica il proprio nome quando è interrogata d'improvviso. Si rivolge al servizio psicologico del comune, e la dottoressa Sakaki scopre che il suo disturbo è legato a un episodio dell'adolescenza, la morte per suicidio di una compagna di scuola. La sua smemoratezza ha avuto inizio quando una scimmia parlante si è introdotta in casa per rubarle una targa con il nome dell'amica, e ha preso anche la targa con il suo; ma con l'aiuto del servizio lavori pubblici del comune la dottoressa riesce a catturare la scimmia e a metterla faccia a faccia con Mizuki.

## Edizioni
- Murakami Haruki, I salici ciechi e la donna addormentata, collana Supercoralli, Einaudi, 2010,  p. 376, ISBN 978-8806184155.